# گاری آب‌تنی

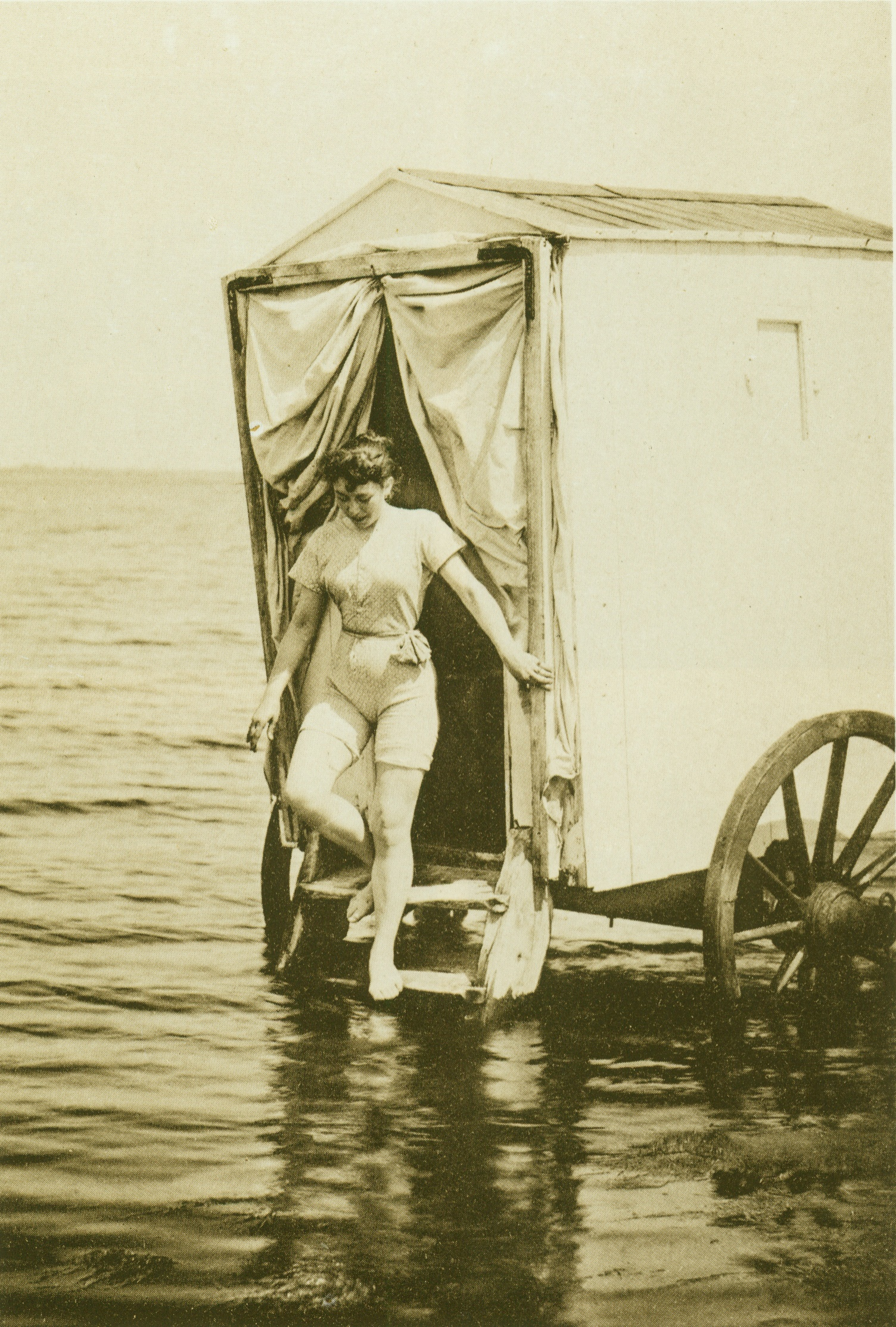
زن در حال بیرون آمدن از گاری‌ آب‌تنی (۱۸۹۳)

گاری آب‌تنی وسیله ای بود که از سده هجدهم تا اوایل سده بیستم رایج بود و به مردم اجازه می داد لباس های معمولی خود را عوض کنند، لباس شنا بپوشند. گاری‌ها مسقف و دیوارکشی شده بودند که به داخل دریا می‌رفتند. برخی دیوارهای چوبی یکپارچه داشتند، برخی دیگر دیوارهای برزنتی بر روی یک قاب چوبی، و معمولاً دیوارهایی در کناره‌ها و درهای پرده‌دار در هر انتها داشتند.
استفاده از گاری‌های آب‌تنی به عنوان بخشی از آداب آب‌تنی کردن در دریا باید توسط مردان و زنانی که مایل به رفتار محترمانه هستند رعایت شود. 
به‌ویژه در بریتانیا، معمولاً مردان و زنان از هم جدا می‌شدند، به طوری که افراد جنس مخالف نباید آنها را در لباس‌های شنای خود ببینند، لباس‌هایی که (اگرچه طبق معیارهای امروزی بسیار متواضعانه) لباس مناسبی برای دیده شدن در انظار عمومی محسوب نمی‌شد.

## کاربرد

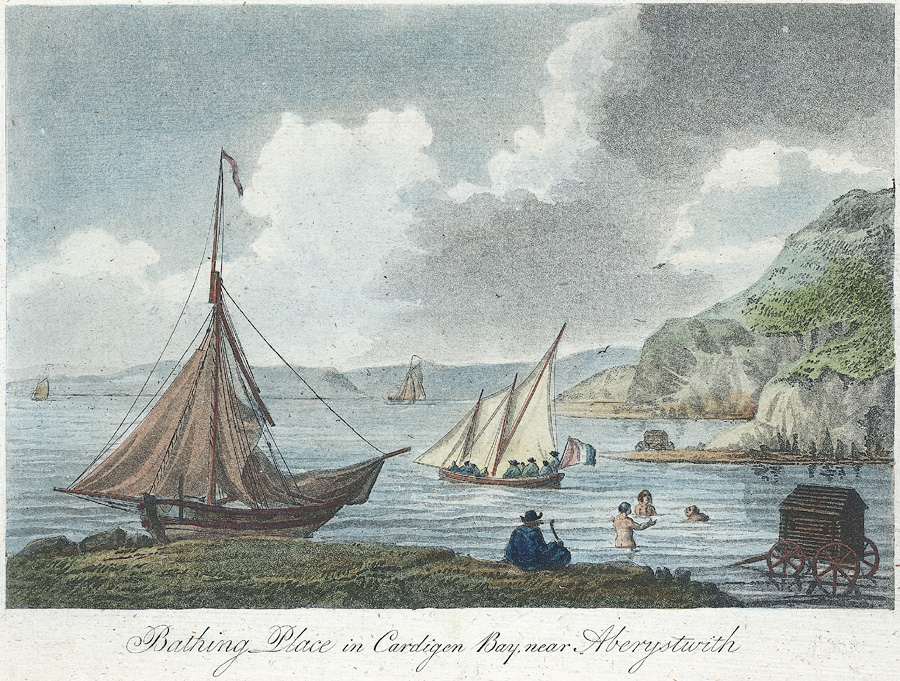
آب‌تنی کردن در دریا در میان ولز حدود ۱۸۰۰. چند گاری‌‌ آب‌تنی قابل مشاهده است.

والی چمبرلین اولتون گاری‌های آب‌تنی مورد استفاده در مارگیت و کنت در سال ۱۸۰۵ این چنین توصیف می‌کند:
کالسکه‌های چهارچرخ که با چادر برزنتی پوشانده شده‌اند و در یک سر آنها چتری از همان مواد وجود دارد که به سطح آب فرو می رود، به طوری که شنا کننده که چند پله از گاری پایین می‌آید از دید همگان پنهان می شود.که به موجب آن، دلگشاترین زن می‌تواند با سخت‌ترین ظرافت از مزایای دریا بهره‌مند شود.— والی چمبرلین اولتون، 
مردم در حالی که گاری در ساحل بود با لباس خیابانی وارد اتاق کوچک گاری می‌شدند. در گاری لباس خود را عوض ‌می‌کردند، اگرچه مردان تا دهه ۱۸۶۰ اجازه داشتند برهنه آب‌تنی کنند،  لباس های خیابانی خود را در یک گنجه بلند قرار می دادند که در آن خشک می ماندند. 

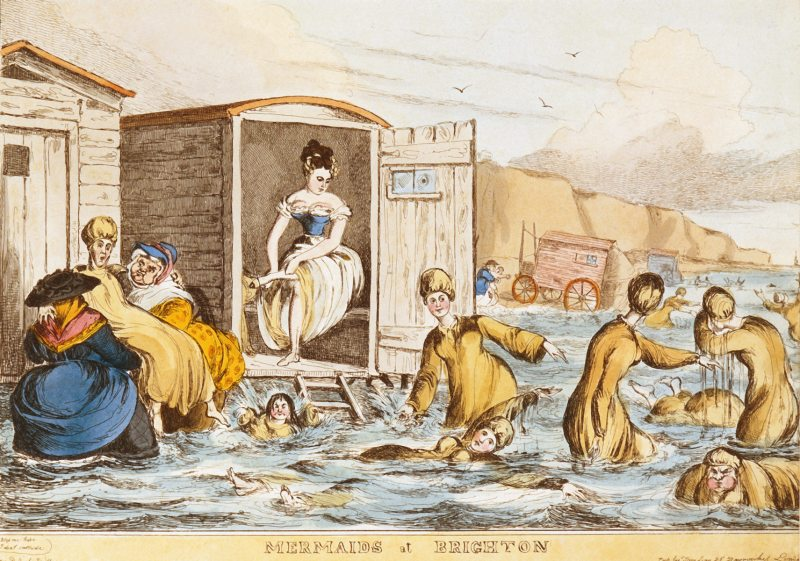
در این حکاکی اثر ویلیام هیث ، پری دریایی در برایتون پشت گاری‌ آب‌تنی خود شنا می کنند. (۱۸۲۹)

گمان می‌رود که همه گاری‌های آب‌تنی دارای پنجره‌های کوچک بودند،  اما یکی از نویسندگان در گاردین منچستر در ۲۶ مه ۱۹۰۶ آنها را "کم نور" می‌دانست و شگفت‌زده بود که چرا گاری‌های آب‌تنی با نورگیر بهبود نمی‌یابند.  سپس گاری چرخانده می‌شود یا به درون آب می‌رود. رایج‌ترین گاری‌ها چرخ‌های پهن بزرگی داشتند و توسط یک اسب یا یک جفت اسب با راننده به درون آب می‌رفتند و بیرون می‌آمدند. گاری‌هایی که توسط نیروی انسانی جابجا می‌شدند، کمتر رایج بود. برخی از استراحتگاه‌ها ریل های چوبی به داخل آب داشتند تا چرخ‌ها روی آن بچرخند. شماری از گاری‌ها را با کابل‌هایی توسط یک موتور بخار به حرکت در می‌آوردند.
همین که گاری به درون آب رفت سرنشینان از پله‌های رو به دریا پیاده شدند. بسیاری از گاری‌ها در‌ پشتی هم داشتند. آنهایی که فقط یک در دارند به دریا باز می گردند یا باید به اطراف بازگردند. ضروری تلقی می‌شد که گاری هرگونه دید را از ساحل مسدود کند. برخی از گاری‌ها مجهز به یک چادر برزنتی بودند که از در رو به دریا پایین می‌آمد، که گاهی اوقات می‌توانست به سمت آب پایین بیاید و حریم خصوصی بیشتری به شناگر می‌داد. برخی از استراحتگاه‌ها یک غواص داشتند، یک فرد نیرومند همجنس که به شناگر در داخل و بیرون از دریا کمک می‌کرد. گفته می‌شود که برخی از غواص‌ها شناگرها را به داخل آب هل می‌دهند، سپس آنها را بیرون می‌کشند، که بخشی از این تجربه محسوب می‌شود. 

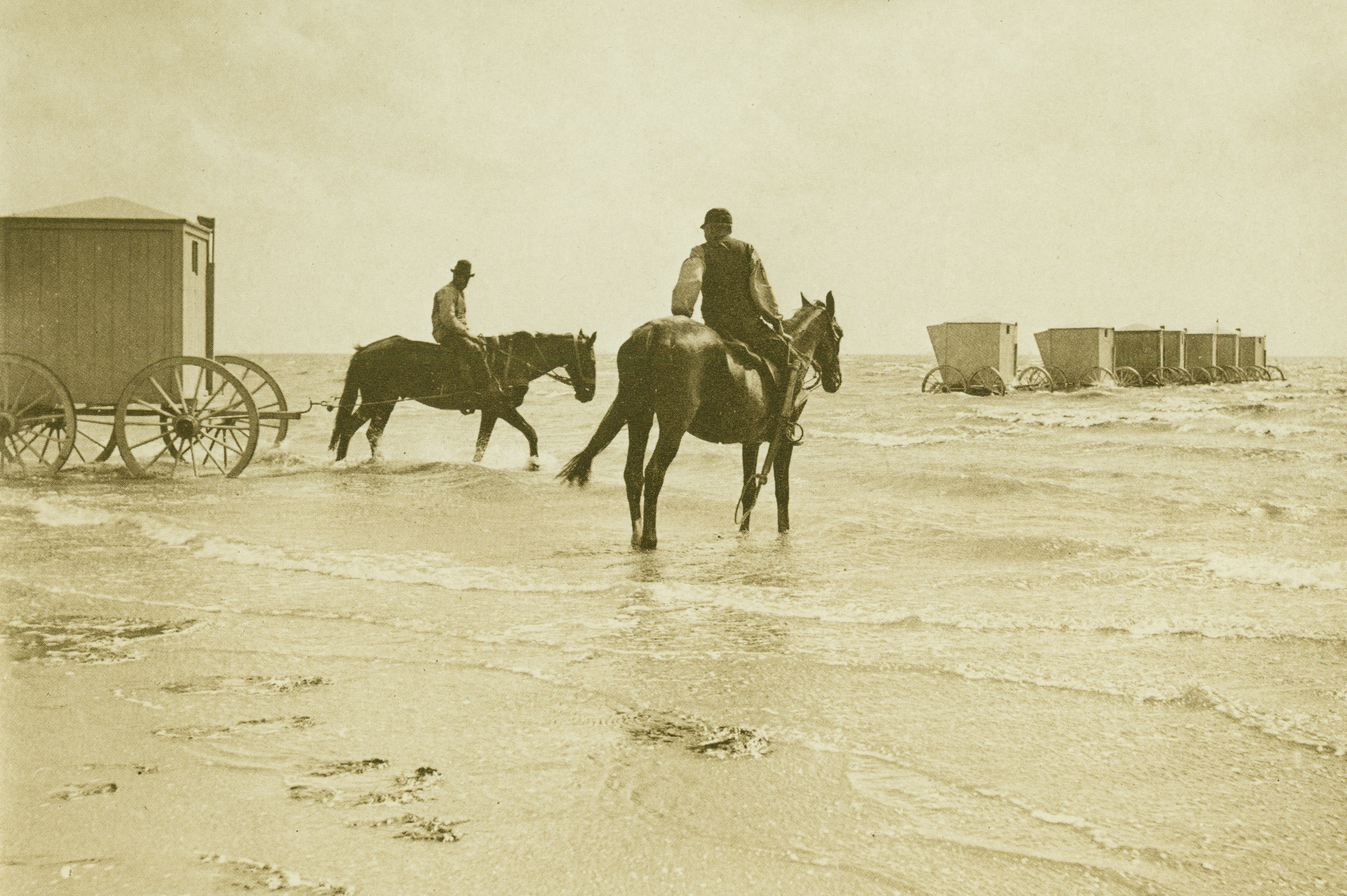
گاری‌های آب‌تنی ویک آوف فور (۱۸۹۵)

گاری‌های آب‌تنی اغلب پرچم کوچکی دارند که می‌تواند توسط شناگر به‌عنوان سیگنالی برای راننده مبنی بر آمادگی برای بازگشت به ساحل بلند شود.

## تاریخچه
طبق برخی منابع، گاری‌ آب‌تنی در سال ۱۷۵۰ در مارگیت و کنت ساخته شد. این نسخه احتمالاً برای پنهان کردن کاربر تا زمانی که با قرار گرفتن در آب مخفی می شود، ساخته شده است، زیرا لباس‌های شنا هنوز رایج نشده‌ بودند و بیشتر مردم در آن زمان برهنه شنا می‌کردند. «آقای بنجامین بیل کویکر، مخترع گاری‌ آب‌تنی بود. ساختار آنها ساده است، اما کاملا مناسب است. و با استفاده از چتر، می توان از آب‌تنی به گونه ای خصوصی لذت برد که با سخت ترین ظرافت سازگار باشد.»  در کتابخانه عمومی اسکاربورو، حکاکی از جان سترینگتون به تاریخ ۱۷۳۶ وجود دارد که نشان می‌دهد مردم در حال آب‌تنی کردن هستند و به نظر همگان نخستین مدرک برای گاری‌های آب‌تنی است، با این حال دوون ادعا می‌کند که این یک سال پیش از آن در سال ۱۷۳۵ بود. 
گاری‌های آب‌تنی در بریتانیا و بخش‌هایی از امپراتوری بریتانیا با جمعیت بریتانیایی رایج‌تر بود، اما در فرانسه، آلمان، ایالات متحده، مکزیک و سایر کشورها نیز استفاده می‌شد.
جداسازی قانونی مناطق شنا در بریتانیا در سال ۱۹۰۱ پایان یافت و گاری‌ آب‌تنی به سرعت کاهش یافت. در آغاز دهه ۱۹۲۰، گاری‌های آب‌تنی تقریباً منقرض شده بودند، حتی در سواحل که از مشتریان مسن‌تر پذیرایی می‌کردند. 
گاری‌های آب‌تنی تا سال ۱۸۹۰ در سواحل انگلیسی مورد استفاده فعال باقی ماندند، زمانی که آنها آغاز به پارک کردن در ساحل کردند. سپس برای چند سال به عنوان رختکن ثابت مورد استفاده قرار گرفتند. بیشتر آنها تا سال ۱۹۱۴ در بریتانیا ناپدید  شدند.